# Isabelle-Alphonsine de Bourbon-Siciles
La princesse Isabel Alfonsa María Teresa Antonia Cristina Mercedes Carolina Adelaida Rafaela de Bourbon-Siciles, infante d'Espagne (16 octobre 1904 - 18 juillet 1985)  est un membre de la Maison de Bourbon-Siciles. Par son mariage avec le comte Jan Kanty Zamoyski, elle est aussi membre de la famille Zamoyski .

## Famille
Isabelle-Alphonsine est le troisième enfant du prince Charles de Bourbon-Siciles et de sa première épouse María de las Mercedes de Bourbon. Sa mère est l'héritière présomptive du trône d'Espagne du 11 septembre 1880 au 17 octobre 1904. Les grands-parents maternels d'Isabelle-Alphonsine sont le roi Alphonse XII d'Espagne et Marie-Christine d'Autriche. Par son père, elle est une arrière-petite-fille de Ferdinand II des Deux-Siciles.

## Mariage et descendance
Isabelle-Alphonsine épouse son cousin germain le comte Jan Kanty Zamoyski, septième enfant et troisième fils du comte Andrzej Zamoyski et de son épouse la princesse Marie-Caroline de Bourbon-Siciles, le 9 mars 1929 à Madrid . Ils ont quatre enfants  :

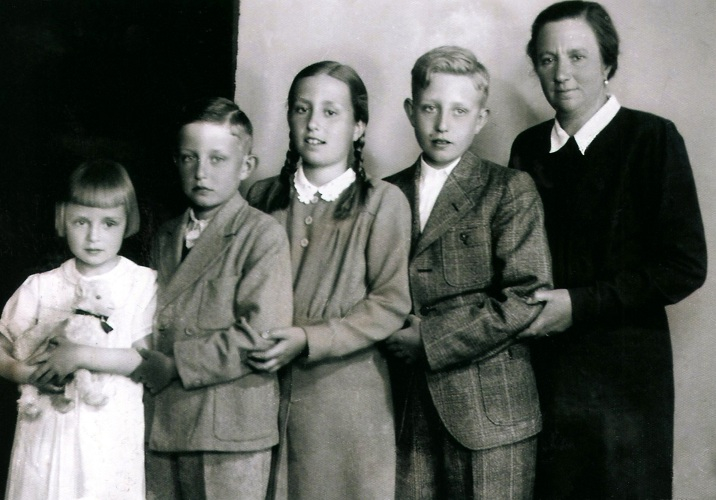
Isabelle-Alphonsine de Bourbon-Siciles et ses quatre enfants

- Karol Alfons Zamoyski (28 octobre 1930 - 26 octobre 1979)[réf. nécessaire]
- Maria Krystyna Zamoyska (2 septembre 1932 - 6 décembre 1959)[réf. nécessaire]
- Józef Michal Zamoyski (né le 27 juin 1935-22/23 mai 2010)[réf. nécessaire]
- Maria Teresa Zamoyska (née le 18 avril 1938)[réf. nécessaire]

Entre 1929 et 1945, la famille vit en Tchécoslovaquie dans la ville de Stará Ľubovňa .

## Honneurs
- Dame Grand-Croix de Justice de l'Ordre Sacré Militaire Constantinien de Saint-Georges
- Dame de l'Ordre de la Reine Maria Luisa

### Armoiries

Heraldry of Princess Isabel Alfonsa of Bourbon-Two Sicilies
Armoiries d'Isabel Alfonsa en tant qu'infante d'Espagne et comtesse Zamoyska
Armoiries d'Isabel Alfonsa en tant qu'infante d'Espagne et veuve